# Italopodisma fiscellana
Italopodisma fiscellana is een rechtvleugelig insect uit de familie veldsprinkhanen (Acrididae). De wetenschappelijke naam van deze soort is voor het eerst geldig gepubliceerd in 1954 door La Greca.
1. ↑  (en) Italopodisma fiscellana op de IUCN Red List of Threatened Species.